# Vosila sinensis
Vosila sinensis (лат., от словац. voš — «вошь» и одновременно от лат. vos — «ваш» + словац. sila — «сила» и šila — «шила»; лат. sinensis —  «китайский») — ископаемый вид двукрылых насекомых из отложений юрского периода Азии, единственный в составе рода Vosila. Вместе с видом Parazila saurica первоначально были выделены в семейство Vosilidae Vršanský et Ren, 2010, а затем включены в состав Strashilidae. Внутренняя Монголия (Китай, Даохугоу).  Мелкие бескрылые насекомые (5—7 мм). Лапки 5-члениковые. Тело дорзо-вентрально сплющенное. Пронотум субквадратный (1,1:1,2 мм) почти накрывает голову. Длина частей передних ног: 0,8 мм (бедро); 1,2 мм (голень); 2,4 мм (лапка); средних ног — 1,1 мм: 1,3 мм: 1,8 мм; задних ног — 1,8 мм: 2,8 мм.